# Centesimus annus
Die Enzyklika Centesimus annus (Das hundertste Jahr) ist ein am 1. Mai 1991 veröffentlichtes päpstliches Lehrschreiben von Johannes Paul II. 100 Jahre nach der Enzyklika Rerum novarum zum Ende der kommunistischen Staatsformen in Europa.

## Inhalt
Zwei Jahre nach dem Zusammenbruch der totalitären planwirtschaftlichen Systeme in Mittel- und Osteuropa begründete es den Kurswechsel der katholischen Soziallehre in der Anerkennung einer freien und sozial geordneten Marktwirtschaft: „Sowohl auf der nationalen Ebene der einzelnen Nationen wie auch auf jener der internationalen Beziehungen scheint der freie Markt das wirksamste Instrument für den Einsatz der Ressourcen und für die beste Befriedigung der Bedürfnisse zu sein.“ Das Privateigentum wird als wichtiges Recht des Individuums gesehen, damit der einzelne nicht „völlig abhängig von den gesellschaftlichen Mechanismen und von denen, die sie kontrollieren“ wird.
Das Verhältnis von Staat und Wirtschaft wird im Sinne des Ordoliberalismus beschrieben: „Die Wirtschaft, insbesondere die Marktwirtschaft, kann sich nicht in einem institutionellen, rechtlichen und politischen Leerraum abspielen, im Gegenteil, sie setzt die Sicherheit der individuellen Freiheit und des Eigentums sowie eine stabile Währung und leistungsfähige öffentliche Dienste voraus. Hauptaufgabe des Staates ist es darum, diese Sicherheit zu garantieren, so dass der, der arbeitet und produziert, die Früchte der Arbeit genießen kann und sich angespornt fühlt, seine Arbeit effizient und redlich zu vollbringen.“
Die päpstliche Position zu sozialistischen Tendenzen der Sozialpolitik ist beschränkend: „Der Versorgungsstaat, der direkt eingreift und die Gesellschaft ihrer Verantwortung beraubt, löst den Verlust an menschlicher Energie und das Aufblähen der Staatsapparate voraus, die mehr von bürokratischer Logik als von dem Bemühen beherrscht sind, den Empfängern zu dienen; Hand in Hand damit geht eine ungeheure Ausgabensteigerung.“ und „Die historische Erfahrung der sozialistischen Länder hat auf traurige Weise gezeigt, daß der Kollektivismus die Entfremdung nicht beseitigt, sondern noch steigert, weil der Mangel am Notwendigsten und das wirtschaftliche Versagen hinzukommen.“.
Der Papst übt zugleich scharfe Kapitalismuskritik und warnt vor der „Vergötzung des Marktes“. Die Behauptung, die Niederlage des sogenannten realen Sozialismus lasse den Kapitalismus als einziges Modell wirtschaftlicher Organisation übrig, sei „unhaltbar“. Es bestehe „die Gefahr, daß sich eine radikale kapitalistische Ideologie breitmacht, die ihre Lösung in einem blinden Glauben der freien Entfaltung der Marktkräfte überlässt.“ Es gebe Grenzen des Marktes, „wichtige menschliche Erfordernisse, die sich seiner Logik entziehen, Güter, die auf Grund ihrer Natur nicht verkauft und gekauft werden können und dürfen.“
Privateigentum an Produktionsmitteln sei „gerechtfertigt, wenn es einer nutzbringenden Arbeit dient“. Es werde hingegen rechtswidrig, wenn es dazu diene, einen Gewinn zu erzielen, der aus der unzulässigen Ausbeutung, aus der Spekulation und aus dem Zerbrechen der Solidarität in der Welt der Arbeit erwachse. Ein solches Eigentum besitze keinerlei Rechtfertigung.
Die Verpflichtung, im Schweiße seines Angesichtes sein Brot zu verdienen, besage gleichzeitig ein Recht. Eine Gesellschaft, in der es die wirtschaftspolitischen Maßnahmen den Arbeitern nicht ermöglichen, eine befriedigende Beschäftigungslage zu erreichen, könne weder ihre sittliche Rechtfertigung noch den gerechten sozialen Frieden erlangen. Der Staat könne sich nicht darauf beschränken, nur für einen Teil der Staatsangehörigen – nämlich die wohlhabenden und vom Schicksal begünstigten – zu sorgen, den andern aber, der zweifellos die große Mehrheit der Gesellschaft darstellt, zu vernachlässigen.
Seine Kapitalismuskritik führt der Papst auch im Blick auf die Ökologieproblematik aus: „Statt seine Aufgabe als Mitarbeiter Gottes am Schöpfungswerk zu verwirklichen, setzt sich der Mensch an die Stelle Gottes und ruft dadurch schließlich die Auflehnung der Natur hervor, die von ihm mehr tyrannisiert als verwaltet wird“, so der Papst (Zf. 37,1 der Enzyklika). Die Frage nach der „natürlichen Umwelt“ bleibt für Johannes Paul II. allerdings rückgebunden an den Erhalt der „menschlichen Umwelt“: „Während man sich mit Recht, wenn auch viel weniger als notwendig darum kümmert, die natürlichen Lebensbedingungen der verschiedenen, vom Aussterben bedrohten Tierarten zu bewahren, […] engagiert man sich viel zu wenig für die Wahrung der moralischen Bedingungen einer glaubwürdigen ‚Humanökologie’. Nicht allein die Erde ist von Gott dem Menschen gegeben worden […] der Mensch ist sich selbst von Gott geschenkt worden; darum muss er die natürliche und moralische Struktur, mit der er ausgestattet wurde, respektieren.“ (Zf. 38,1). Der Begriff der Humanökologie, der hier erstmals in der päpstlichen Sozialverkündigung auftaucht, wird von Johannes Paul II. als Korrektiv eines rein biozentrisch ausgerichteten Ökologieverständnisses eingesetzt. Eine präzise Definition des Begriffs liefert die Enzyklika allerdings nicht.

### Gliederung
- Segen

Einleitende Segensworte.
- Einleitung

Einführung in den Anlass und das Thema der Enzyklika.
- I. Kapitel – Wesenszüge von „Rerum novarum“

Eine Betrachtung der wichtigsten Aspekte der Enzyklika „Rerum novarum“ von Papst Leo XIII., die im Jahr 1891 veröffentlicht wurde.
- II. Kapitel – Auf dem Weg zum „Neuen“ von heute

Analyse der Entwicklungen und Veränderungen in der Welt seit der Veröffentlichung von „Rerum novarum“ bis zum Zeitpunkt der Veröffentlichung von „Centesimus annus“.
- III. Kapitel – Das Jahr 1989

Eine Untersuchung des historischen Umbruchs im Jahr 1989 und seiner Auswirkungen auf die Welt.
- IV. Kapitel – Das Privateigentum und die universale Bestimmung der Güter

Diskussion über das Privateigentum und die soziale Lehre der katholischen Kirche in Bezug auf den richtigen Umgang mit materiellen Gütern.
- V. Kapitel – Staat und Kultur

Überlegungen zur Rolle des Staates und der Kultur in der Gesellschaft und deren Einfluss auf die Menschenwürde.
- VI. Kapitel – Der Mensch ist der Weg der Kirche

Betonung der Bedeutung des Menschen und seiner Würde im Zentrum der sozialen Lehre der Kirche.

## Centesimus Annus Pro Pontifice (CAPP)

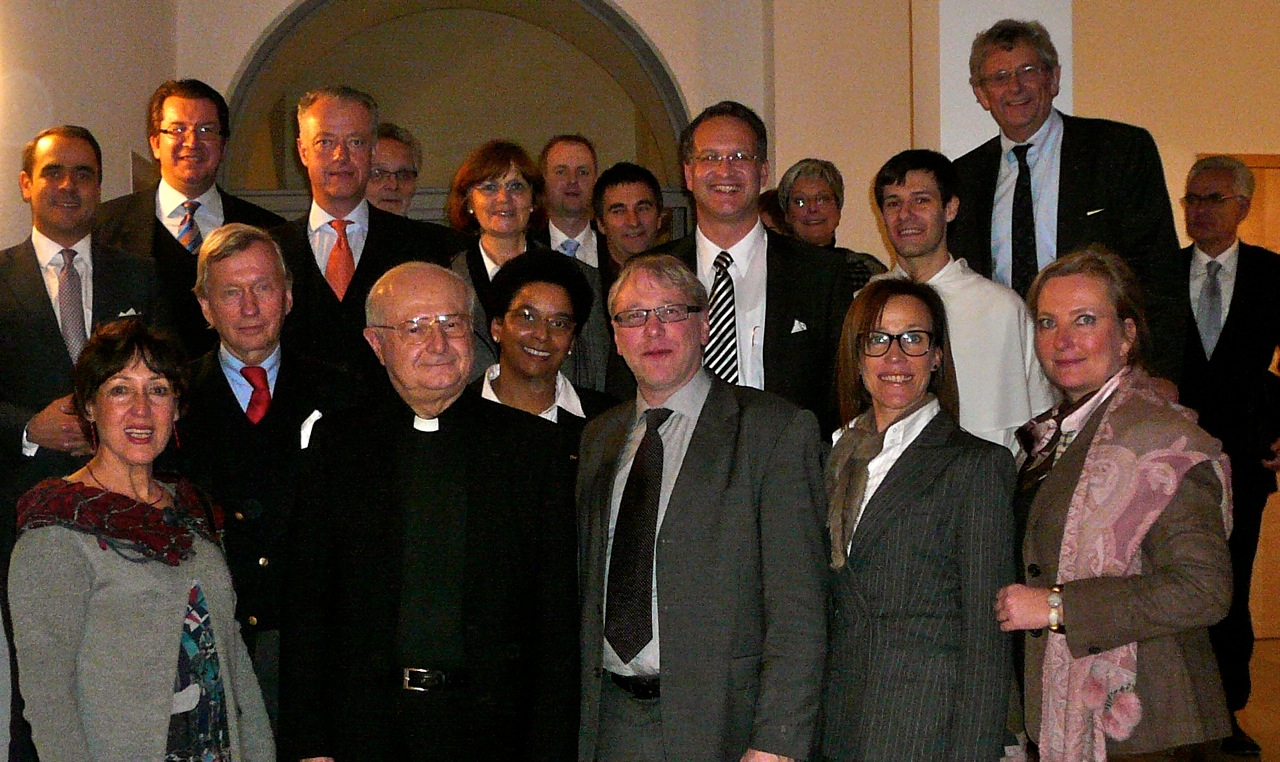
Erzbischof Robert Zollitsch mit Mitgliedern von CAPP Deutschland (2010)

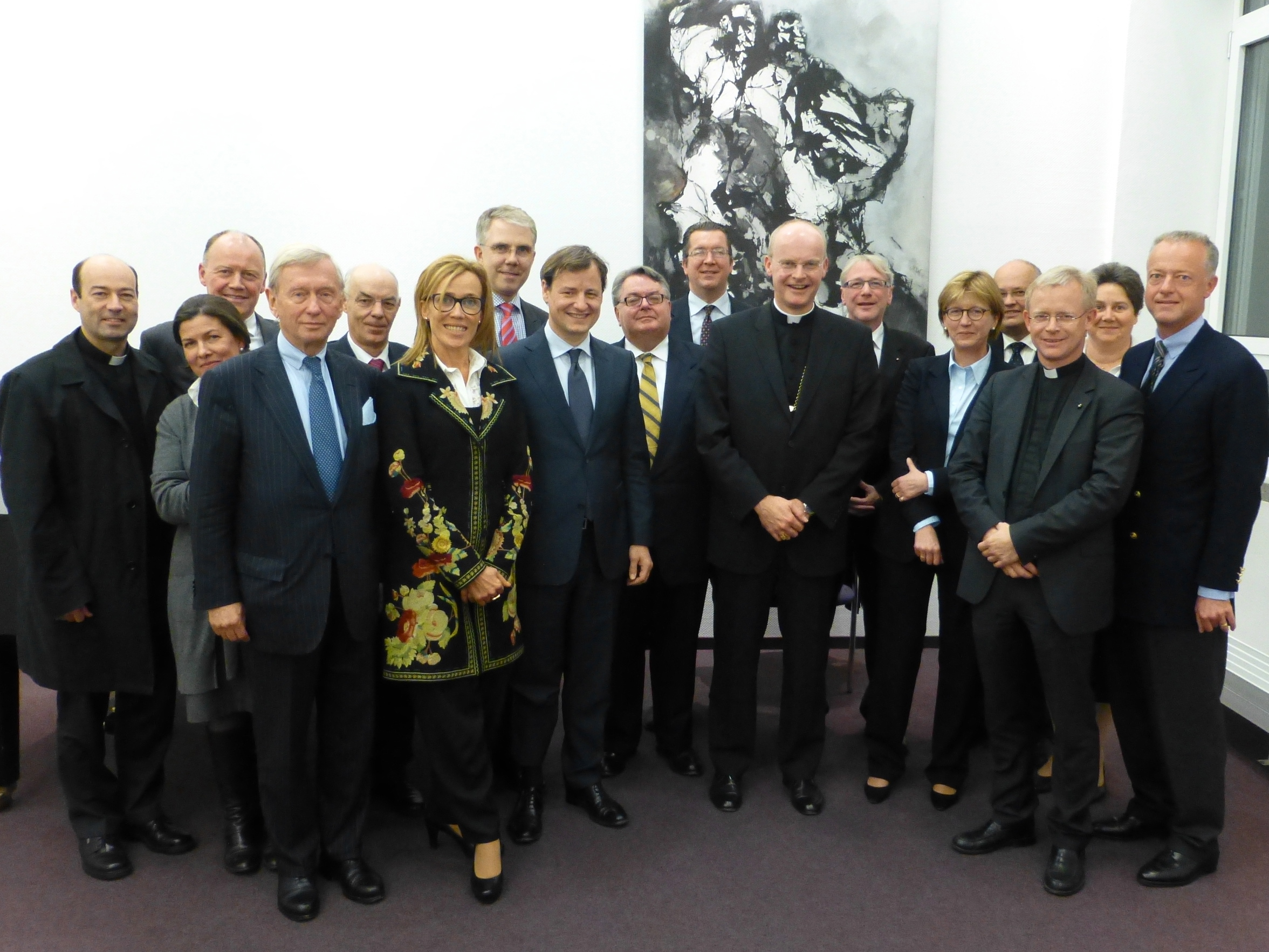
Bischof Franz-Josef Overbeck mit Mitgliedern von CAPP Deutschland (2012)

Papst Johannes Paul II. hat die Päpstliche Stiftung Centesimus Annus Pro Pontifice (CAPP) am 1. Mai 1991 promulgiert und mit dem Chirograph am 5. Juni 1993 errichtet. Unterstützt wurde er von einer Gruppe von 65 katholischen Persönlichkeiten, vor allem aus der Union katholischer Unternehmer in Italien (UCID), mit einem Anfangskapital von knapp zwei Millionen Euro. Anfangs wurde die Stiftung durch Rosalio José Kardinal Castillo Lara, ab 2006 Attilio Kardinal Nicora, ab 2011 Domenico Kardinal Calcagno, ab 2018 von Nunzio Galantino und seit 2023 von Giordano Piccinotti geleitet. Ernannter Rechtsvertreter war ab 2002 Lorenzo Rossi di Montelera, ab 2009 Domingo Sugranyes Bickel und von 2019 bis 2024 Anna Maria Tarantola, als erste Frau an der Spitze einer päpstlichen Einrichtung. 2024 folgte Paolo Garonna. Generalsekretär ist Oliver Galea.
Ziel der Päpstlichen Stiftung „Centesimus Annus Pro Pontifice“ ist es, die katholische Soziallehre besser bekannt zu machen, insbesondere die Enzyklika Centesimus annus. Deshalb wirkt sie mit anderen kirchlichen Vereinigungen zusammen. Die CAPP fördert Initiativen zur Entwicklung der Präsenz und des Wirkens der katholischen Kirche in den verschiedenen Bereichen der Gesellschaft, unter anderem in Deutschland. Die Stiftung fördert des Weiteren die Spendengeld-Suche zur direkten Unterstützung der Tätigkeiten des Apostolischen Stuhls.
Zum 20-jährigen Jubiläum richtete Papst Franziskus am 25. Mai 2013 eine Ansprache an die Mitglieder der Stiftung und unterstrich die Bedeutung der katholischen Soziallehre.
Die Stiftung Centesimus annus – Pro Pontifice hat zur Förderung der Soziallehre der katholischen Kirche einen spendenbasierten internationalen wissenschaftlichen und journalistischen Preis ausgeschrieben. Der Preis ist mit 50.000 Euro dotiert und wird seit 2013 in zweijährigem Turnus verliehen. Die bisherigen Preisträger sind:
- 2013: Julio Luis Martínez Martínez SJ, Stefano Zamagni[7]
- 2015: Pierre de Lauzun, Arturo Bellocq Montano, Alexander Stummvogel[8][9][10]
- 2017:  Markus Vogt, Dominique Greiner, Burkhardt Schäfers[11]
- 2019: Mary Hirschfeld[12]
- 2021: Patrick Riordan SJ, Jaime Tatay SJ[13]

## Bibliographie
- Centesimus Annus. Enzyklika Papst Johannes Pauls II. zwanzig Jahre nach der Enzyklika Populorum progressio (30.12.1987). Deutsche Version: Texte zur katholischen Soziallehre: Die sozialen Rundschreiben der Päpste und andere kirchliche Dokumente. Herausgegeben vom Bundesverband der Katholischen Arbeitnehmer-Bewegung (KAB) Deutschlands. Kevelaer 1976. ISBN 978-3-7666-0897-0. S. 619–687.
- Karl Gabriel / Wolfgang Klein / Werner Krämer (Hrsg.), Die gesellschaftliche Verantwortung der Kirche: Zur Enzyklika Sollicitudo rei socialis. Düsseldorf 1988. ISBN 978-3-491-77702-6.
- Johannes Paulus II./Wilhelm Korff/Alois Baumgartner, Solidarität – die Antwort auf das Elend in der heutigen Welt. Enzyklika SOLLICITUDO REI SOCIALIS Papst Johannes Paul II. Freiburg 1988. ISBN 978-3-451-21310-6.